# Завалин, Алексей Анатольевич
Алексе́й Анато́льевич Зава́лин (род. 16 августа 1952, Кумёнский район, Кировская область) — российский учёный-агрохимик, специалист в области применения азотных удобрений и биопрепаратов комплексного действия при возделывании полевых культур. Академик РАН (2016, член-кор. с 2014, член-кор. РАСХН с 2007), доктор сельскохозяйственных наук (1992), профессор (1997).

## Биография
Родился 16 августа 1952 года в деревне Кабаново Куменского района Кировской области.
В 1975 году окончил Кировский сельскохозяйственный институт.
Работал во ВНИИ удобрений и агропочвоведения им. Д. Н. Прянишникова: аспирант (1975—1978), младший (1978—1985), старший (1985—1992) научный сотрудник, заведующий лабораторией (1992—2001). В 1978 году защитил кандидатскую диссертацию «Влияние сложных удобрений на урожай и качество озимой ржи и картофеля на дерново-подзолистой супесчаной почве», а 17 октября 1991 года — докторскую диссертацию «Удобрение сельскохозяйственных культур на осушаемых минеральных почвах Центрального района России» (официальные оппоненты Ю. П. Жуков, Н. П. Кузнецов, В. И. Никитишен).
Учёный секретарь (2001—2007), и. о. академика-секретаря (2007—2009), академик-секретарь (2009—2014) Отделения земледелия РАСХН. С 2014 г. — руководитель секции, заместитель академика-секретаря Отделения сельскохозяйственных наук РАН, заведующий сектором земледелия, мелиорации, водного и лесного хозяйства отдела сельскохозяйственных наук РАН.
Член редколлегии журнала «Земледелие». Входит в состав ВАК РФ (с 2019).

### Семья
Жена — Валентина Дмитриевна Завалина;
- дети — Дмитрий, Анастасия (в замужестве Дьячкова);
  - внуки — Егор Сергеевич Дьячков, Елисей Дмитриевич Завалин, Ярослав Дмитриевич Завалин.

## Основные публикации
- Азотное питание и продуктивность сортов яровой пшеницы / Всерос. НИИ агрохимии им. Д. Н. Прянишникова. — М.: Агроконсалт, 2003. — 151 с.
- Биопрепараты, удобрения и урожай / Всерос. НИИ агрохимии им. Д. Н. Прянишникова. — М., 2005. — 301 с.
- Азотное питание и прогноз качества зерновых культур / соавт. А. В. Пасынков. — М., 2007. — 208 с.
- Применение биопрепаратов и биологический азот в земледелии Нечерноземья / соавт. Н. С. Алметов. — М.: Изд-во ВНИИА, 2009. — 151 с.
- Рекомендации по проектированию интегрированного применения средств химизации в ресурсосберегающих технологиях адаптивно-ландшафтного земледелия / соавт.: А. Л. Иванов и др. — М.: ФГНУ «Росинформагротех», 2010. — 462 с.
- Региональные нормативы окупаемости минеральных удобрений прибавкой урожая зерновых культур / соавт.: В. Г. Сычев, С. А. Шафран. — М.: ВНИИА, 2011. — 115 с.
- Эффективность использования биологического азота в земледелии Нечерноземья / соавт.: С. И. Новоселов, Е. С. Новоселова. — Йошкар-Ола: МарГУ, 2012. — 148 с.
- Нормативы для определения вклада биологического азота бобовых культур в баланс азота России / соавт.: Г. Г. Благовещенская и др. — М.: ВНИИА, 2013. — 43 с.
- Применение биомодифицированных минеральных удобрений = Use of biomodified mineral fertilizers / соавт.: В. К. Чеботарь, А. Г. Ариткин. — М.; Ульяновск, 2014. — 141 с.
- Потоки азота в агрофитоценозе на дерново-подзолистых почвах : (к 150-летию со дня рождения Д. Н. Прянишникова) / соавт.: О. А. Соколов и др.; ФГБНУ Всерос. НИИ агрохимии им. Д. Н. Прянишникова. — М.: ВНИИА, 2015. — 95 с.

## Комментарии
1. ↑  Ныне — урочище Кабаново в Кумёнском районе[1].